# Aghbjur Serob

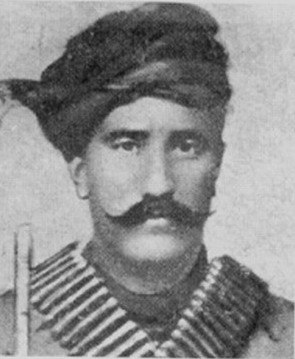
Serop Aghpiur

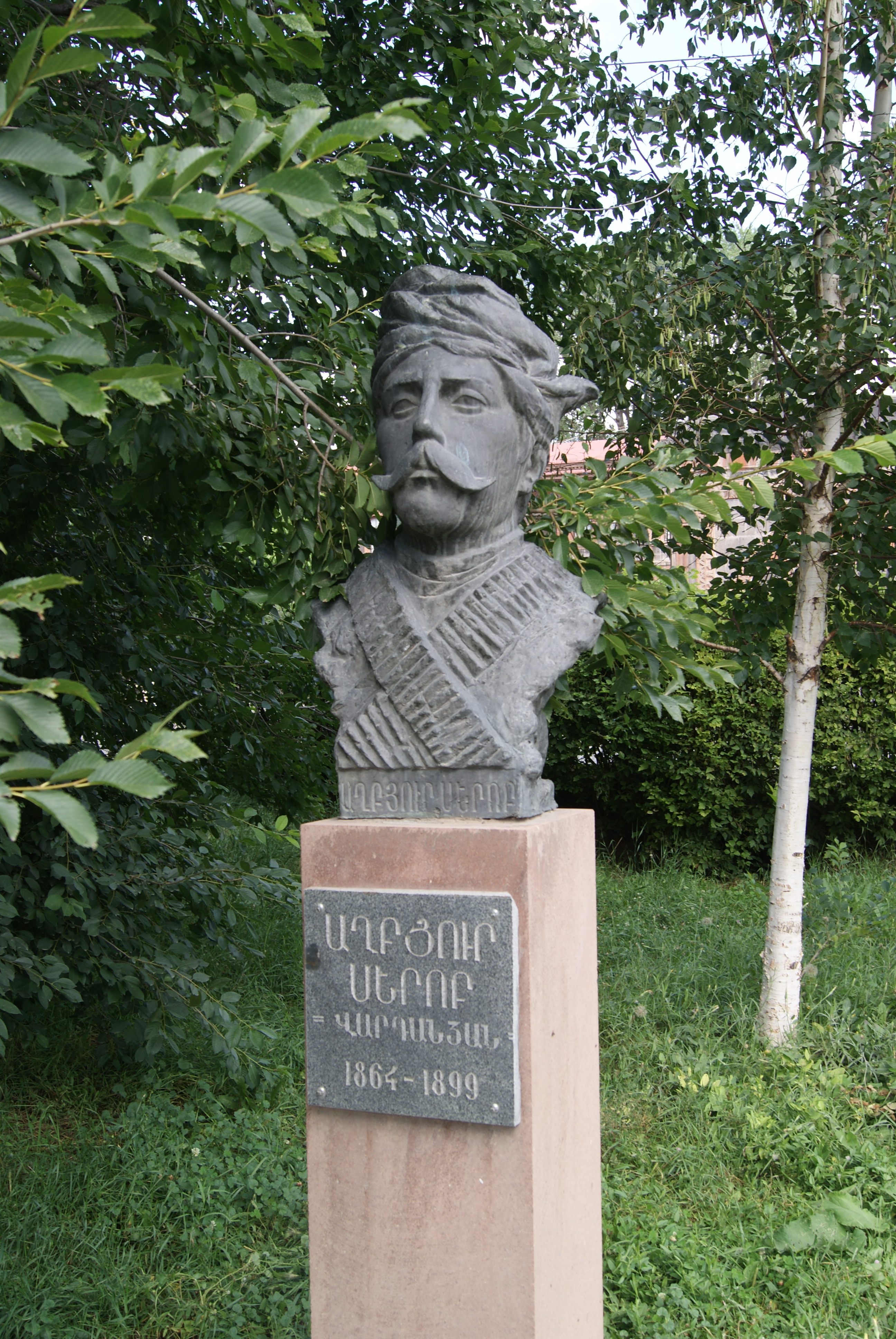
Statue in Gjumri, Armenien

Serop Vartanian (armenisch Սերոբ Վարդանեան), auch bekannt als Aghbjur Serob (Աղբիւր Սերոբ, türkisch Serop Ağpür) oder Serob Pascha (Սերոբ Փաշա, * 1864 in Sohord, Ahlat, Vilâyet Bitlis; † 24. November 1899 im Dorf Gelieguzan, Sason), war ein Revolutionär und Kommandeur, der im späten 19. Jahrhundert gegen die Massaker an den Armeniern 1894–1896 im Osmanischen Reich das Guerillanetzwerk organisierte.

## Leben und Tod
Im Alter von 20 Jahren geriet er in einen Streit mit zwei Türken, wobei er einen tötete, und musste nach Istanbul fliehen. 1892 reiste er nach Rumänien und eröffnete dort ein Kaffeehaus. Er trat der Armenischen Revolutionären Föderation bei und kehrte nach Bitlis zurück, wo er den bewaffneten Kampf aufnahm.
1888 versuchte eine kurdische Einheit im Dorf Babşen bei Bitlis, Serop zu fassen und zu töten. Nach einem mehrstündigen Gefecht konnte er mit seinen Fedajin entkommen. Danach wurden Serop der Titel „Pascha“ und der Beiname Aghpiur verliehen. Als Kommandant kämpften unter ihm Fedajin wie Andranik Ozanian und Kevork Çavuş.
Am 1. November 1899 wurde Aghbjur Serobs Brunnen von einem als Avé bekannten Armenier vergiftet, der nach armenischer Darstellung von Kurden bestochen wurde. Die Angreifer umzingelten das Haus mit hunderten von Kämpfern. Im folgenden Schusswechsel wurden Serob und zwölf weitere Männer getötet, seine Frau Sose Mayrig wurde verwundet und gefangen genommen. Sein Kopf wurde in der Surb-Karmrak-Kirche von Bitlis bestattet, sein Körper im Dorf Geligüzan (Gelie-guzan).